# Kayak (Unternehmen)
Kayak (Eigenschreibweise: KAYAK) ist ein US-amerikanisches Unternehmen, dessen Hauptprodukt eine Reisesuchmaschine für Flüge, Hotels, Mietwagen und Pauschalurlaube ist. KAYAKs Website und Apps (iOS, Android und Windows) vergleichen Flug-, Hotel-, Mietwagen- und Urlaubsangebote von Hunderten Reiseanbietern und Websites auf einmal.

## Geschichte

### Gründung
Kayak wurde 2004 von den Mitbegründern von Expedia, Travelocity und Orbitz gegründet mit dem Ziel, die Online-Reisesuche zu vereinfachen. Die Alpha-Version wurde am 5. Mai 2004 fertig programmiert. Kurz darauf, im Oktober 2004, wurde die Beta-Version fertiggestellt und im Februar 2005 wurde die Website online gestellt. Im Dezember 2007 konnte das Unternehmen eine Investition von 196 Mio. US-Dollar sichern und konnte so den schärfsten Konkurrenten auf dem amerikanischen Markt, SideStep, übernehmen. Der Hauptsitz in Amerika befindet sich in der unmittelbaren Umgebung von New York, während das Technologiezentrum in der Nähe von Boston angesiedelt ist.

### Auszeichnungen
Nach einer ersten Nominierung im Jahre 2007 gewann Kayak 2008 den Publikumspreis bei den Webby Awards für die beste Reise-Webseite. Im darauffolgenden Jahr gewann KAYAK den Webby Award und ein Jahr später den Ehrenpreis. 2011 gewann das Unternehmen erneut den Publikumspreis, diesmal für die 2009 herausgebrachte App, gefolgt von weiteren Preisen von World Travel Awards in den Jahren 2012 und 2013. KAYAK wurde vom Time Magazine als eine der 50 besten Webseiten in Amerika gelistet. Die KAYAK Smartphone-Apps werden regelmäßig unter den Top-Reise-Apps geführt. Kayaks guter Ruf wurde am 1. Oktober 2013 besonders deutlich, als Barack Obama das Unternehmen in einer Rede anlässlich des Government Shutdown erwähnte. Seit 2014 gibt es die KAYAK-Website für über 30 Länder.

### Präsenz im deutschsprachigen Raum
Im Mai 2010 kaufte Kayak die führende deutsche Metasuchmaschine Swoodoo. Kayak übernahm auch die größte österreichische Reise-Website checkfelix. Nach der Eröffnung eines europäischen Hauptsitzes in Zürich wurde im Dezember 2013 ein neues Technologiezentrum in Berlin eröffnet.

### Börsengang und Übernahme
Das Unternehmen wurde am 20. Juli 2012 auf der NASDAQ gelistet.
Die Priceline Group, zu der u. a. auch die Websites Booking.com, SwooDoo.com und OpenTable.de gehören, übernahm Kayak am 8. November desselben Jahres.